# Scopula nicobarica
Scopula nicobarica är en fjärilsart som beskrevs av Louis Beethoven Prout 1938. Scopula nicobarica ingår i släktet Scopula och familjen mätare. Inga underarter finns listade.